# Puccinellia macquariensis
Puccinellia macquariensis är en gräsart som först beskrevs av Thomas Frederic Cheeseman, och fick sitt nu gällande namn av Harry Howard Barton Allan och Pieter Jansen. Puccinellia macquariensis ingår i släktet saltgrässläktet, och familjen gräs. Inga underarter finns listade i Catalogue of Life.